# Loure (instrument)
Pour les articles homonymes, voir Loure.

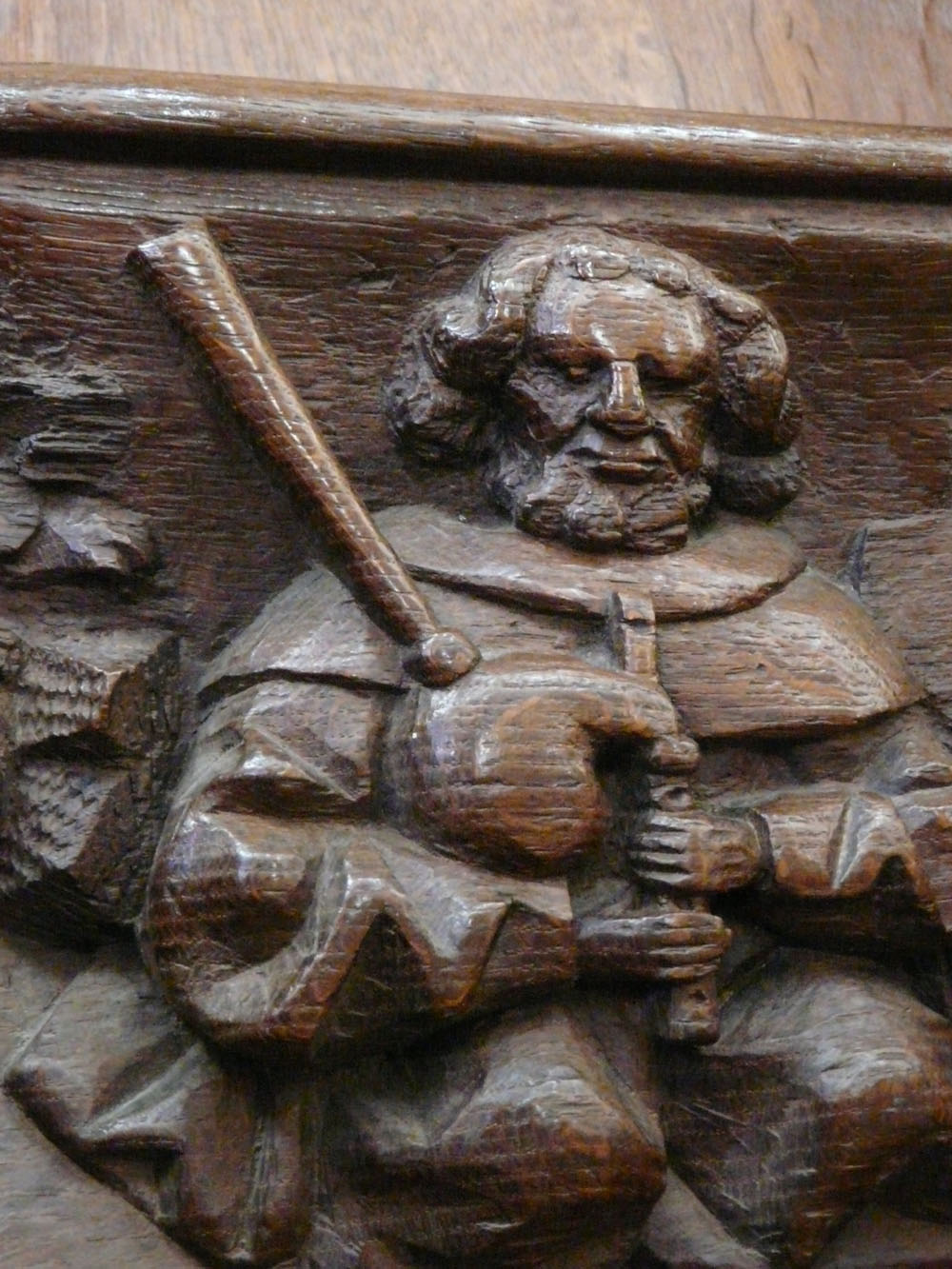
Loure, collégiale Saint-Évroult de Mortain, XVe siècle.

La loure écrit aussi loûre, était un instrument à vent normand de la famille des cornemuses. 
On trouve également le vocable de haute loure qui était une grande cornemuse à long bourdon et chalumeau, qui la différenciait de la simple Loure. Tout comme en Bretagne, il y a une différence entre le binioù kozh (litt. : « vieux biniou ») et le binioù bras (« grand biniou »). 
La loure fut un des instruments populaires de Normandie, du XVIIe siècle au XVIIIe siècle, mais elle est disparue de nos jours et n'est plus connue que par l'iconographie.

## Étymologie
Le mot normand loure est issu du norrois lúðr « corne, cor, trompe » ou / et du latin lūra « ouverture d'un sac de cuir ou d'une outre ; sacoche, bourse ». Cet instrument a notamment été fabriqué et joué en Normandie, d'aucuns tablent sur l'influence scandinave dans cette province pour lui accorder de préférence une origine norroise, bien que le mot ne soit pas attesté avant la fin du XVe siècle ou le milieu du XVIe siècle. À partir du XVIIIe siècle et jusqu'au début du XXe siècle, loure ne désigna plus qu'une variété de cornemuse populaire en Normandie et aux confins de l'Ille-et-Vilaine, les sonneurs de Normandie employant aussi une haute loure.
Albert Dauzat ne tranche ni en faveur du latin lura (comprendre lūra), ni du scandinave ludr (comprendre lúðr). Le latin lūra « sac de cuir, sacoche » ne convient pas, le terme ne signifiant pas « sac à vent » et n'en ayant aucunement l'idée ni le sens, c'est seulement un rapprochement idiomatique, « qui ne convient ni par la forme ni par le sens ». Phonétiquement, on aurait dû aboutir à *lure, en effet ū long [u:] latin a donné u en français  cf. lune (< latin luna), pure (< latin pura), etc. C'est pourquoi FEW lui préfère le norrois luþr « cor » (comprendre lúðr « trompe, cor, corne »). Cependant, les produits du ú long [u:] scandinave ont aussi donné u en normand, comme l'illustrent les exemples suivants : brúðmaðr > bruman; húnn > hune, etc. On peut cependant invoquer un emprunt tardif au scandinave qui expliquerait la forme en ou. Par ailleurs, loure ne remonte pas directement à lúðr, mais à une forme lúðri au datif singulier ou lúðra qui est celle de l'accusatif pluriel. Le passage du sens de cor, trompe à cornemuse est analogique, car cette trompe dont se servaient les anciens scandinaves peut être comparée par exemple à la forme du bourdon du sonneur de la tourelle de l'Hôtel de Bourgtheroulde de Rouen, sculpté vers 1502 (détruit en 1944).
Le terme se perpétue de manière courante en normand, où lourer signifie « pleurer en long gémissement de manière plus ou moins sincère », mot appliqué aux enfants.

## Histoire
Jusqu'au XVe siècle, la loure est considérée comme un instrument noble au plus, et bourgeois au moins, jusqu'au retour définitif de la Normandie continentale à la couronne de France en 1450. Au XVIe siècle, la loure est l'apanage des paysans et des bergers. 
Son recul semble être fonction de l'acculturation due à la francisation, qui imposa des instruments considérés comme plus « modernes », plus « franco-parisiens », tel le violon et le hautbois, remplacé plus tard par la clarinette.
En Normandie, où la loure disparut au milieu du XIXe siècle, époque qui vit la parution des premiers dictionnaires du patois normand (de Jean-Eugène Décorde, A. G. de Fresnay, C. Maze, Louis-François Vasnier, Eugène Robin, Edelestand et A. Duméril, Édouard Le Héricher), le mot loure et certains de ses nombreux diminutifs, ne prirent nulle part le sens de récipient d’air, vessie ou sac…, mais désigne un tuyau sonore et/ou d’instrument de musique genre "flûte" et/ou "flageolet". Ce qui confirme la proposition d'Albert Dauzat. 
La particularité de cet instrument est qu'il n'est pas parvenu jusqu'à nous. Ce sont des textes, quelques rares descriptions qui nous en parlent. Les passionnés de cornemuse n'ont rien trouvé de tangible. On l'a rapprochée de la zampogna italienne, ou encore de la säckpipa suédoise. 
Le mystère reste entier, à l'exception éventuellement de l'apport iconographique qui la représente, notamment dans les lettrines enluminées des manuscrits médiévaux, mais surtout de la sculpture : parmi ces derniers exemples, on peut signaler le joueur de loure sur un pilier de l'abbatiale de Cerisy-la-Forêt (XIIIe siècle), l'ange joueur sur l'église Notre-Dame de Carentan (XVe siècle), sur un cul-de-lampe de l'église de Montgardon (XVe siècle) ou encore dans la chapelle du Manoir de l'Hermerel à Gefosse-Fontenay pour cette même (XVe siècle), avec bourdon d'épaule à raccord médian. De même sur l'ancien autel polychrome de la cathédrale de Coutances (début XVIe siècle) aujourd'hui conservé dans l'abbatiale de Saint-Sauveur-le-Vicomte, dans le Cotentin. Des représentations semblables se retrouvent à plusieurs endroits de l'église Notre-Dame de Caudebec (début XVIe siècle), dans le pays de Caux.

## Facture
Composée comme toutes les cornemuses d'un réservoir aussi appelé la pouque (littéralement « sac » en normand septentrional comme le cotentinais ou le cauchois et signifiant « pochon, sac » ou « sac de toile »), la loure était alimentée en air par un tuyau d'insufflation assez court aussi appelé la porte-vent. Le joueur jouait des deux mains sur un chalumeau avec ou sans pavillon, c'est-à-dire sans extrémité conique, tel les lures scandinaves. Dans les représentations normandes, on peut la trouver avec un hautbois à la place du chalumeau, et parfois avec un bourdon d'épaule.
Du XVIe siècle au XVIIe siècle, la manufacture de cornemuses de la Couture-Boussey (Eure), était réputée.

## Jeu
Sa musique rythmée, qu'on disait « lourée », a donné son nom à une danse, la loure, danse traditionnelle normande, devenue une danse française de cour au XVIIIe siècle, proche de la bourrée auvergnate.